# Silver Lake (Wisconsin)
Silver Lake es una villa ubicada en el condado de Kenosha en el estado estadounidense de Wisconsin. En el Censo de 2010 tenía una población de 2.411 habitantes y una densidad poblacional de 686,5 personas por km².

## Geografía
Silver Lake se encuentra ubicada en las coordenadas 42°32′55″N 88°9′58″O / 42.54861, -88.16611. Según la Oficina del Censo de los Estados Unidos, Silver Lake tiene una superficie total de 3.51 km², de la cual 3.5 km² corresponden a tierra firme y (0.22%) 0.01 km² es agua.

## Demografía
Según el censo de 2010, había 2.411 personas residiendo en Silver Lake. La densidad de población era de 686,5 hab./km². De los 2.411 habitantes, Silver Lake estaba compuesto por el 96.1% blancos, el 0.54% eran afroamericanos, el 0.25% eran amerindios, el 0.08% eran asiáticos, el 0.08% eran isleños del Pacífico, el 1.41% eran de otras razas y el 1.53% pertenecían a dos o más razas. Del total de la población el 4.23% eran hispanos o latinos de cualquier raza.